# Jürgen Melzer
Jürgen Melzer (Viena, 22 de Maio de 1981) é um tenista profissional da Áustria que chegou a ser n° 8 do ranking mundial da ATP.
Melzer é um dos principais tenistas austríacos ao lado de Stefan Koubek. E como juvenil, conseguiu ganhar o Torneio de Wimbledon em 1999.
Seu primeiro título ATP veio em 2006, em Bucareste. Também conquistou o ATP de Viena em 2009, e após isso se fixou no grupo dos 30 melhores do mundo.
Em 2010, subiu de produção, tendo começado o ano como nº 28 do mundo, e terminado como nº 11. Assim foi apontado pela primeira vez o Esportista do Ano pela imprensa esportiva de seu país. E foi o primeiro tenista a receber a honraria desde o compatriota Thomas Muster, vencedor em 1990 e 1995. E para isso acontecer, neste ano chegou à semifinal do ATP 500 de Dubai, quartas de final dos Masters 1000 de Roma, Xangai e Paris, semifinal de Roland Garros, oitavas de final em Wimbledon, à final do ATP 500 de Hamburgo, e às oitavas de final do US Open. Além de ser bicampeão do ATP 250 de Viena, sua terra natal. Ainda em 2010, nas duplas, ganhou o Masters 1000 de Xangai, com Leander Paes, Wimbledon e ATP 250 de Zagreb, em parceria com o alemão Philipp Petzschner, além de ter sido vice-campeão do ATP 250 de Bangkok, ao lado do israelense Jonathan Erlich. Com essa campanha, no final da temporada, Melzer disputou a chave de duplas do ATP World Tour Finals em Londres.
Em 2011, Melzer chegou às oitavas de final do Australian Open e à semifinal do Masters 1000 de Monte Carlo. Com isto, se tornou um tenista Top 10 mundial.
Em 2012, Melzer perdeu na estreia do ATP 250 de Brisbane e do Australian Open. Mas se recuperou no ATP 250 de Zagreb, onde disputou o qualificatório
e chegou até às quartas de final. Melzer depois ganhou duas partidas
para a Áustria na primeira rodada da Copa Davis contra a Rússia. Na sequência, em fevereiro, Melzer surpreendeu ao vencer o ATP 500 de Memphis, nos Estados Unidos, com vitória sobre o canadense Milos Raonic na final por 7/5 e 7/6 (7-4). Melzer não era campeão em simples desde 2010 e também teve que superar, segundo ele, uma lesão
no dedo do pé, que estava quebrado.
Em 2013, no início de fevereiro, Melzer ficou com o vice-campeonato do ATP 250 de Zagreb, na Croácia. Já no final de agosto, vencia a decisão do ATP 250 de Winston-Salem, nos Estados Unidos, por 6/3 e 2/1, mas não precisou terminar a partida para se sagrar campeão do torneio, já que o francês Gael Monfils sentiu uma lesão no quadril e abandonou o confronto. Assim, com a vitória, Melzer conquistou seu primeiro título em 2013 e o quinto de simples na carreira.
Melzer também é um especialista em duplas, onde já conquistou 13 títulos, sendo 4 ao lado do compatriota Julian Knowle. Mas, seu maior feito nas duplas foi conquistar o Torneio de Wimbledon em 2010 e o US Open no ano seguinte, em parceria com o alemão Philipp Petzschner.
Em 14 de setembro de 2012, no Laxenburg Castle, na Áustria, Melzer se casou com o tenista tcheca Iveta Benesova, que após o casamento passou a se chamar Iveta Melzer. O relacionamento terminou no primeiro
semestre de 2015. E Iveta, então, voltou a se chamar Benesova. E jogando com ela, Melzer ganhou o Torneio de Wimbledon em 2011 nas duplas mistas.
Melzer representa a Áustria na Copa Davis, numa de suas participações venceu o Brasil em 2007.

## Grand Slam finais

### Duplas: 2 (2 títulos)
| Posição | Ano  | Campeonato | Piso  | Parceiro           | Oponentes                            | Placar        |
| ------- | ---- | ---------- | ----- | ------------------ | ------------------------------------ | ------------- |
| Campeão | 2010 | Wimbledon  | Grama | Philipp Petzschner | Horia Tecău Robert Lindstedt         | 6–1, 7–5, 7–5 |
| Campeão | 2011 | US Open    | Duro  | Philipp Petzschner | Mariusz Fyrstenberg Marcin Matkowski | 6–2, 6–2      |

### Duplas Mistas: 1 (1 título)
| Posição | Ano  | Campeonato | Piso  | Parceira       | Oponentes                     | Placar   |
| ------- | ---- | ---------- | ----- | -------------- | ----------------------------- | -------- |
| Campeão | 2011 | Wimbledon  | Grass | Iveta Benešová | Mahesh Bhupathi Elena Vesnina | 6–3, 6–2 |

### Masters 1000 finais

#### Duplas: 2 (1 título, 1 vice)
| Posição | Ano  | Campeonato | Piso     | Parceiro         | Oponentes                            | Placar                |
| ------- | ---- | ---------- | -------- | ---------------- | ------------------------------------ | --------------------- |
| Campeão | 2010 | Shanghai   | Duro     | Leander Paes     | Mariusz Fyrstenberg Marcin Matkowski | 7–5, 4–6, [10–5]      |
| Vice    | 2014 | Paris      | Duro (i) | Marcin Matkowski | Bob Bryan Mike Bryan                 | 7–6(7–5), 5–7, [10–6] |

## ATP finals

### Simples: 13 (5 títulos, 8 vices)
| Campeão – Legenda                 |
| --------------------------------- |
| Grand Slam (0–0)                  |
| ATP World Tour Finals (0–0)       |
| ATP World Tour Masters 1000 (0–0) |
| ATP World Tour 500 Series (1–3)   |
| ATP World Tour 250 Series (4–5)   |

| Títulos por Piso |
| ---------------- |
| Duro (4–3)       |
| Saibro (1–4)     |
| Grama (0–1)      |
| Carpete (0–0)    |

| Posição | N. | Data              | Torneio                                                 | Piso     | Oponente              | Placar                    |
| ------- | -- | ----------------- | ------------------------------------------------------- | -------- | --------------------- | ------------------------- |
| Vice    | 1. | 13 Julho 2003     | Hall of Fame Tennis Championships, Newport, EUA         | Grama    | Robby Ginepri         | 4–6, 7–6(7–3), 1–6        |
| Vice    | 2. | 21 Maio 2005      | Hypo Group Tennis International, St. Pölten, Áustria    | Saibro   | Nikolay Davydenko     | 3–6, 6–2, 4–6             |
| Vice    | 3. | 10 Abril 2006     | U.S. Men's Clay Court Championships, Houston, EUA       | Saibro   | Mardy Fish            | 6–3, 4–6, 3–6             |
| Campeão | 1. | 17 Setembro 2006  | BRD Năstase Ţiriac Trophy, Bucareste, Romênia           | Saibro   | Filippo Volandri      | 6–1, 7–5                  |
| Vice    | 4. | 2 Outubro 2006    | Open de Moselle, Metz, França                           | Duro (i) | Novak Djokovic        | 6–4, 3–6, 2–6             |
| Vice    | 5. | 5 Março 2007      | Tennis Channel Open, Las Vegas, EUA                     | Duro     | Lleyton Hewitt        | 4–6, 6–7(10–12)           |
| Vice    | 6. | 20 Julho 2008     | Interwetten Austrian Open Kitzbühel, Kitzbühel, Áustria | Saibro   | Juan Martín del Potro | 2–6, 1–6                  |
| Campeão | 2. | 1 Novembro 2009   | Bank Austria-TennisTrophy, Vienna, Áustria              | Duro (i) | Marin Čilić           | 6–4, 6–3                  |
| Vice    | 7. | 25 Julho 2010     | International German Open, Hamburgo, Alemanha           | Saibro   | Andrey Golubev        | 3–6, 5–7                  |
| Campeão | 3. | 31 Outubro 2010   | Bank Austria-TennisTrophy, Vienna, Áustria (2)          | Duro (i) | Andreas Haider-Maurer | 6–7(10–12), 7–6(7–4), 6–4 |
| Campeão | 4. | 26 Fevereiro 2012 | U.S. National Indoor Tennis Championships, Memphis, EUA | Duro (i) | Milos Raonic          | 7–5, 7–6(7–4)             |
| Vice    | 8. | 10 Fevereiro 2013 | PBZ Zagreb Indoors, Zagreb, Croácia                     | Duro (i) | Marin Čilić           | 3–6, 1–6                  |
| Campeão | 5. | 24 Agosto 2013    | Winston-Salem Open, Winston-Salem, EUA                  | Duro     | Gaël Monfils          | 6–3, 2–1 ret.             |

## Ligações Externas
Perfil na ATP (em inglês)